# Марс-2020
«Марс 2020» (англ. Mars 2020 Rover Mission) — программа НАСА в рамках исследования Марса, включающая марсоход и вертолётный дрон, запуск которых ракетой-носителем был осуществлён 30 июля 2020 года. Посадка на Марс в районе кратера Езеро произведена 18 февраля 2021 года. Марсоход, названный по итогам конкурса среди школьников «Персеверанс» (англ. Perseverance, «Настойчивость»), предназначен для астробиологических исследований древней среды на Марсе, поверхности планеты, геологических процессов и истории, в том числе оценки прошлой обитаемости планеты и поиска доказательств жизни в пределах доступных геологических материалов, а также сбора образцов марсианского грунта для последующей доставки их на Землю в рамках программы Mars Sample Return.
О «Марс-2020» НАСА сообщило 4 декабря 2012 года на осеннем заседании Американского геофизического союза в Сан-Франциско. Конструкция нового марсохода была основана на конструкции предыдущего марсохода «Кьюриосити». В январе 2014 года были получены 58 предложений от исследователей и инженеров со всего мира по размещению научных приборов на марсоходе. Количество предложений было вдвое больше, чем в аналогичных конкурсах в недавнем прошлом. Предложения были рассмотрены, и 31 июля 2014 года НАСА объявило полезную нагрузку для марсохода. Для научной программы экспедиции было отобрано семь научных приборов.
«Марс-2020» стала одной из трёх космических экспедиций, отправленных с Земли на Марс в июле 2020 года: помимо НАСА свои корабли отправило Космическое агентство ОАЭ («Аль-Амаль») и Китайское национальное космическое управление («Тяньвэнь-1»). Все три экспедиции достигли Марса в феврале 2021 года.

## Цели миссии
Главной целью программы «Марс-2020» является оценка жизнепригодности Марса в далёком прошлом, поиск биосигнатур и воды, а также сбор и хранение проб с поверхности планеты. Запуск был осуществлён 30 июля 2020 года на борту ракеты Atlas V со стартового комплекса SLC-41 на мысе Канаверал. Оператором экспедиции стала Лаборатория реактивного движения НАСА.
Изначально планировалось, что марсоход должен будет собрать 31 образец камней и грунта с поверхности Марса, чтобы в последующей экспедиции эти образцы были доставлены на Землю для исследований. В 2015 году цели программы были скорректированы: планировалось собрать ещё больше образцов, распределив их в небольших контейнерах на поверхности Марса.
В сентябре 2013 года НАСА разместило объявление о сборе предложений исследователей по научным приборам и инструментам для новой марсианской экспедиции. В июле 2014 года после научного конкурса были выбраны научные инструменты для «Марс-2020». Выбранные инструменты должны обеспечить детальный анализ собранных марсоходом образцов с акцентом на поиск «следов» жизни на Марсе в прошлом.
Марсоход «Персеверанс» должен будет исследовать местность, которая в прошлом могла быть жизнепригодной. В поисках биосигнатур марсоход изучит образцы камней и грунта. Также будут протестированы технологии, необходимые для будущих роботизированных и пилотируемых экспедиций на Марс. В их числе — Mars Sample Return Mission (доставка образцов с поверхности Марса на Землю) и пилотируемый полёт на Марс. Для подготовки к будущей высадке человека на Марс будет исследована технология по производству небольшого количества кислорода (O2) из диоксида углерода (CO2) с удалением пыли и других загрязнений, находящихся в марсианской атмосфере. Улучшенная технология точной посадки в требуемом месте также должна повысить научную значимость будущих роботизированных экспедиций и станет ключевой для возможной высадки человека на поверхность Марса. Также в ходе исследований будет осуществлён поиск подповерхностной воды, изучен марсианский климат, грунт и другие характеристики, которые могут повлиять на будущую высадку и деятельность человека на Марсе.

## Космические аппараты программы

### Марсоход «Персеверанс»
Космические аппараты программы «Марс-2020»
Конструкция ровера (марсохода) «Персеверанс» (англ. Perseverance, в переводе — «Настойчивость») основана на конструкции предыдущего ровера «Кьюриосити». Инженеры переработали колёса ровера, сделав их более жёсткими по сравнению с колёсами «Кьюриосити», которые получили повреждения в процессе работы на Марсе. «Персеверанс» получил более толстые и прочные алюминиевые колёса с меньшей шириной и бо́льшим диаметром (52,5 см) по сравнению с «Кьюриосити» (50 см). Шесть колёс из алюминия оснащены «шипами» для лучшей тяги и изогнутыми спицами из титана для пружинистой поддержки. Из-за наличия большего количества научных приборов и модифицированных колёс «Персеверанс» тяжелее «Кьюриосити» на 14 % (1025 кг по сравнению с 899 кг у предыдущего ровера). Марсоход оснащён пятисуставным роботизированным манипулятором-«рукой» длиной 2,1 м. «Рука» совместно с поворачиваемой башней-турелью предназначена для захвата и анализа геологических образцов с марсианской поверхности.
Радиоизотопный термоэлектрический генератор (MMRTG) ровера использует тепловую энергию, выделяющуюся при естественном распаде радиоактивных изотопов и преобразует её в электроэнергию с помощью термоэлектрогенератора. Он имеет массу 45 кг и использует 4,8 кг диоксида плутония в качестве источника энергии.

### Марсианский вертолётIngenuity
«Индженьюити» (англ. Ingenuity, в переводе — «Изобретательность») — роботизированный беспилотный вертолёт, доставленный с целью проведения демонстрационных полётов. Согласно программе испытаний, опубликованной НАСА в январе 2021 года, после развёртывания вертолёт должен был совершить от 1 до 5 полётов за 30 солов, продолжительностью не более 90 секунд на расстояние до 50 метров при высоте полёта от трёх до пяти метров. Несмотря на два срыва дат запуска (перенос первого старта с 11 на 18 апреля и четвёртого с 29 на 30 апреля), демонстрационная программа была выполнена успешно, и НАСА согласилось провести дополнительные полёты, назвав эту серию «демонстрацией операций», которые может проводить вертолёт (англ. Operations Demo Phase).
В своих предложениях НАСА разработчики указывали, что снимки с вертолёта могут помочь уточнять маршруты «Персеверанс» и помогут искать новые объекты исследования, однако в принятые НАСА программы эти предложения пока не вошли. У этой концепции есть оппозиция в лице ряда авторитетных учёных НАСА, которые считают, что вертолёт лишь отнимает ресурсы времени и коммуникаций, необходимые для выполнения учёными марсохода своих главных научных задач. Уже после успешного завершения демонстрационной фазы, на брифинге 30 апреля Дженнифер Троспер от имени проекта «Персеверанс» подтвердила эту позицию, выразив пожелание поскорее вернуться к научным задачам проекта. Возможность поддерживать вертолёт на вновь объявленной фазе Operations Demo (ограничив этот срок 30 солами) Троспер объяснила тем, что нынешнее местоположение ровера представило интерес с научной цели, но в дальнейшем марсоход может оторваться от вертолёта. Не отрицая возможной пользы от фотографий вертолёта, Троспер призвала найти решение, при котором вертолёт не мешал бы  учёным в будущем.

### Полёт и посадка на Марс
Три главных компонента экспедиции «Марс-2020»: система перелёта, обеспечивающая перелёт от Земли к Марсу; система входа в атмосферу, спуска и посадки (EDLS), включающая аэрооболочку, парашют и спускаемый аппарат; «небесный кран», необходимый для точного и плавного спуска марсохода на поверхность. Дизайн ровера «Персеверанс» основан на дизайне «Кьюриосити», поэтому, несмотря на различия научных приборов у марсоходов, система спуска (включая «небесный кран» и тепловой щит), а также шасси ровера были воссозданы с учётом наработок предыдущей миссии. Это решение позволило снизить как технические риски миссии, так и финансовые и временные затраты на разработку. Одним из усовершенствований стала система наведения и управления под названием «Относительная навигация по поверхности» (англ. Terrain Relative Navigation, TRN), которая должна обеспечить тонкую регулировку курса на финальном участке посадки. Система позволит обеспечить посадку с точностью в пределах 40 м и с учётом избегания препятствий. Это значительное повышение точности места посадки по сравнению с предыдущей миссией НАСА, которая могла обеспечить посадку только в зоне эллипса размером 7 на 20 км.

## Подготовка экспедиции
Затраты на осуществление проекта «Марс-2020» оценивались в сумме около 2,1 млрд долларов США (хотя ещё как минимум 300 млн долларов будет необходимо выделить на поддержание работы марсохода после его запуска). Стоимость предшествующей программы («Марсианская научная лаборатория») составила 2,5 млрд долларов. Стоимость миссии удалось снизить благодаря наличию запасных частей, оставшихся от изготовления предыдущего ровера «Кьюриосити», включая резервный радиоизотопный термоэлектрический генератор. Пусковое окно, в течение которого запуск оптимален, открылось 17 июля и завершилось 15 августа 2020 года. Ракета Atlas V с миссией «Марс-2020» на борту была запущена со стартового комплекса SLC-41 на мысе Канаверал во Флориде 30 июля 2020 года в 11:50 UTC (в 7:50 по местному времени). Спуск на Марс произведён 18 февраля 2021 года в 20:56 UTC. Планируемое время работы миссии на поверхности Марса — не менее одного марсианского года (668 солов или 687 земных дней).
В сентябре 2015 года было предложено восемь возможных мест посадки марсохода: холмы Колумбии в кратере Гусева, кратер Эберсвальде, кратер Холден, Долина Маврта, главная равнина Северо-восточного Сирта, впадина Нили, юго-западная часть каньона Мелас и кратер Езеро. С 8 по 10 февраля 2017 года в Пасадене (Калифорния) прошло заседание рабочей группы, в ходе которой эксперты рассмотрели все восемь предложенных мест для посадки и сократили список до трёх. В числе оставшихся кандидатов оказались кратер Езеро, главная равнина Северо-восточного Сирта и холмы Колумбии. В ноябре 2018 года в качестве места посадки миссии «Марс-2020» был выбран кратер Езеро.
В ходе экспедиции будет исследован кратер Езеро, в котором от 3,9 до 3,5 млрд лет назад существовало проточное озеро глубиной около 250 м. По мнению учёных, в отложениях высохших дельт рек, впадавших в кратер, могут сохраниться биосигнатуры. Наносы в дельте крупнейшей из этих рек, Неретвы, содержат карбонаты и гидроокись кремния, которые в земных условиях могут сохранять микроскопические фоссилии миллиарды лет.
Для доставки на Землю собранных в ходе экспедиции «Марс-2020» образцов с поверхности Марса разрабатывается отдельная программа. Её запуск с Земли планируется на 2026 год с доставкой образцов на Землю в 2031 году.
18 февраля 2021 ровер совершил посадку в назначенном месте и начал передачу телеметрии на Землю. Все показатели оставались в пределах заданных значений.

## Корректировки курса
14 августа 2020 года НАСА объявило, что первый манёвр по корректировке траектории космического корабля прошёл успешно. Были запущены восемь двигателей и осуществлена корректировка курса. Другие корректировки курса запланированы на 30 сентября, 18 декабря 2020 года, 10 и 16 февраля 2021 года.

## Увековечивание имён
На сайте NASA существовала форма, все заполнившие которую увековечат своё имя в истории освоения Марса. Все имена были записаны на специальный микрочип, который отправился в 2020 году к Красной планете в рамках космической миссии «Марс-2020».

## Сбор образцов для доставки на Землю
| Гильзы   | Сол | Дата       | Тип пробы              | Район                       | Объект        | Керн       | Длина | Примечания     |
| -------- | --- | ---------- | ---------------------- | --------------------------- | ------------- | ---------- | ----- | -------------- |
| Tube 1   | 120 | 21.06.2021 | Witness                | Polygon Valley              | N/A           | N/A        | N/A   | N/A            |
| Tube 2   | 164 | 05.08.2021 | Атмосфера              | Polygon Valley              | Roubion       | —          | —     | Грунт не взят  |
| Tube 3   | 190 | 01.09.2021 | Магматиче- ские породы | Гряда Artuby                | Rochette      | Montdenier | 5,98  |                |
| Tube 4   | 196 | 08.09.2021 | Магматиче- ские породы | Гряда Artuby                | Rochette      | Montagnac  | 6,14  |                |
| Tube 5   | 262 | 14.11.2021 | Магматиче- ские породы | Гряда Artuby                | Brac          | Salette    | 6,28  |                |
| Tube 6   | 271 | 24.11.2021 | Магматиче- ские породы | Гряда Artuby                | Brac          | Coulettes  | 3,30  |                |
| Tube 7   | 295 | 18.12.2021 | Магматиче- ские породы | Южный Séítah, формация Máaz | Issole        | Robine     | 6,08  |                |
| Tube 8   | 306 | 29.12.2021 | Магматиче- ские породы | Южный Séítah, формация Máaz | Issole        | —          | —     | Проба заменена |
| Tube 8   | 337 | 31.01.2022 | Магматиче- ские породы | Южный Séítah, формация Máaz | Issole        | Malay      | 3,07  |                |
| Tube 9   | 371 | 07.03.2022 | Магматиче- ские породы | Южный Séítah, формация Máaz | Sid           | Hahonih    | 6,50  |                |
| Tube 10  | 377 | 13.03.2022 | Магматиче- ские породы | Южный Séítah, формация Máaz | Sid           | Atsah      | 6,00  |                |
| Tube 11  | 490 | 07.07.2022 | Осадочные породы       | Фронт дельты                | Skinner Ridge | Swift Run  | 6,69  |                |
| Tube 12  | 495 | 12.07.2022 | Осадочные породы       | Фронт дельты                | Skinner Ridge | Skyland    | 5,85  |                |
| Tube 13  | 499 | 16.07.2022 | Witness                | »                           | N/A           | N/A        | N/A   | N/A            |
| Tube 14  | 509 | 27.07.2022 | Осадочные породы       | Фронт дельты                | Wildcat Ridge | Hazeltop   | 5,97  |                |
| Tube 15  | 516 | 03.08.2022 | Осадочные породы       | Фронт дельты                | Wildcat Ridge | Bearwallow | 6,24  |                |
| Tube 16  | 575 | 02.10.2022 | Осадочные породы       | Фронт дельты                | Amalik        | Shuyak     | 5,55  |                |
| Tube 17  | 579 | 06.10.2022 | Осадочные породы       | Фронт дельты                | Amalik        | Mageik     |       | Не запечатана  |
| Tube 18  | 586 | 14.10.2022 | Witness                | »                           | N/A           | N/A        | N/A   | N/A            |
| 1. 2. 3. |     |            |                        |                             |               |            |       |                |